# Burg Stade
Die Burg in Stade ist eine abgegangene Wallburg der Grafen von Stade auf dem Spiegelberg in der niedersächsischen Kreisstadt Stade.

## Geschichte
Die Ursprünge von Stade liegen in einer seit dem Ende des 8. Jahrhunderts im Bereich der heutigen Altstadt bestehenden, zunächst wohl noch unbefestigten Siedlung. Kurz nach 900 wurde laut der Ergebnisse der archäologischen Ausgrabungen auf dem Spiegelberg eine erste Burg angelegt. Ihre erste Erwähnung geschah wie die von Stade selbst anlässlich eines Plünderungszugs der dänischen Askomannen. Als das Geschlecht der Udonen zu Beginn des 11. Jahrhunderts seinen Grafensitz von Burg Harsefeld nach Stade verlegte, baute Graf Siegfried II. um 1017 eine neue Burg. Nach dem Tode von Graf Rudolf II. von Stade 1144 begann eine Auseinandersetzung zwischen dem Erzbistum Bremen und Heinrich dem Löwen bzw. dessen Nachfolgern um die Herrschaft über Stade, die Bremen schließlich 1236 für sich entscheiden konnte. Im Zuge der Kämpfe wird für das Jahr 1154 von einer Erneuerung der Burg in Stade berichtet. Der Bischofshof der Erzbischöfe lag aber bei der Kirche St. Wilhadi, die Burg auf dem Spiegelberg verlor aus diesem Grund und auch wegen der um 1170 errichteten Stadtbefestigung in der Folge rasch an Bedeutung. Die Burg muss vor 1286 aufgegeben worden sein, denn sie wird im ersten Stadtbuch von Stade aus diesem Jahr nicht mehr erwähnt.

## Beschreibung

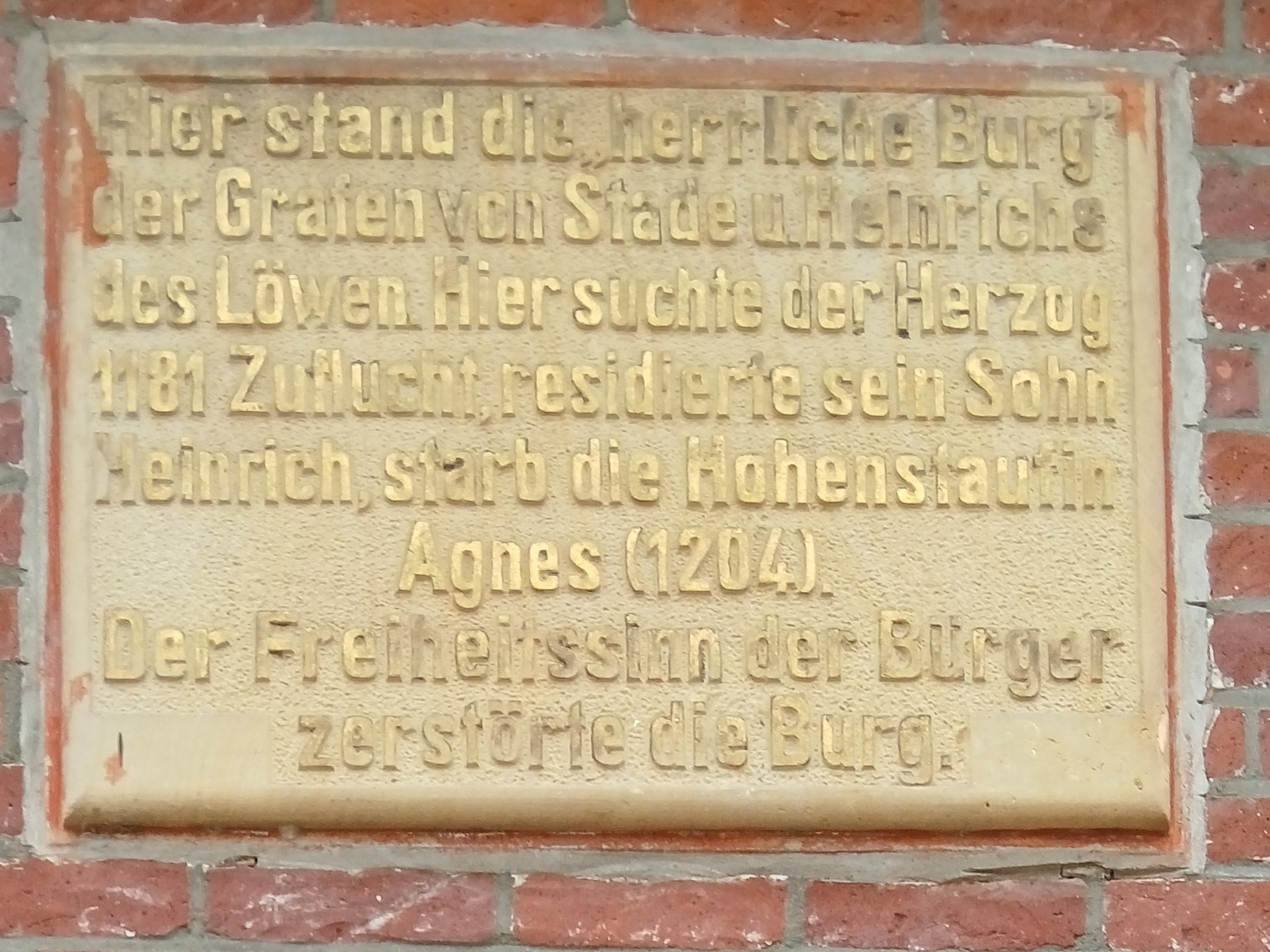
Tafel auf dem Spiegelberg zur Erinnerung an die Burg Stade, wo Heinrich der Löwe 1181 Zuflucht fand, sein Sohn Heinrich der Ältere mit Gattin Agnes von Staufen residierte und letztere 1204 starb

Die heutige Überbauung und die nur geringe Flächen umfassende archäologischen Ausgrabung im Jahr 1995 lassen exakte Aussagen über die einzelnen Phasen nur bedingt zu.
Bei der archäologischen Untersuchung konnte ein kleiner Abschnitt eines Ringwalls erfasst werden, der aus Kleiboden auf einem Holzunterbau bestand. Nach einem Rekonstruktionsversuch, der aber noch durch weitere Forschungen bestätigt werden muss, fiel die Anlage mit einem Gesamtdurchmesser von 100 m bei einer Wallbreite von 25 m ungewöhnlich mächtig aus. Vergleichbar sind die Maße aber mit dem auf der anderen Seite der Elbe gelegenen Ringwall der Burg Itzehoe. Die Burg auf dem Spiegelberg fiel offenbar eine Zeitlang wüst und wurde im 11. Jahrhundert durch Aufschüttung eines 4–5 m hohen Hügels zu einer Motte umgestaltet. Weitere Aufschüttungsphasen lassen sich zeitlich mit der historisch überlieferten Erneuerung der Burg durch Erzbischof Hartwig I. von Bremen im Jahr 1154 und mit Verteidigungsmaßnahmen durch Erzbischof Gerhard I. im Jahr 1216 verbinden.